# Tennant Creek
Tennant Creek è una città situata nel Territorio del Nord, in Australia; essa si trova 990 chilometri a sud di Darwin e 510 chilometri a nord di Alice Springs ed è la sede della Contea di Barkly. Al censimento del 2011 contava 3.062 abitanti, delle quali circa metà si definisce di origine aborigena.

## Nei media
Nel territorio di Tennant Creek si svolge una parte del romanzo "Uomini che odiano le donne"